# Atmosphärischer Fluss

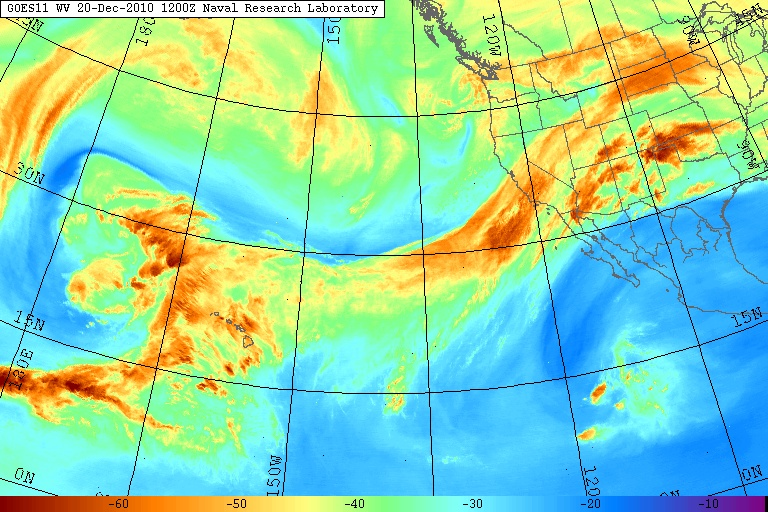
Atmosphärischer Fluss am 20. Dez. 2010 vom Pazifik nach Kalifornien – Satellitenaufnahme von GEOS 11

Atmosphärische Flüsse (engl. atmospheric river, AR) ist die Bezeichnung für 400 bis 600 km breite und bis zu mehrere tausend km lange Bänder feuchtigkeitsgesättigter Luft aus den Äquatorialregionen in ca. 1 bis 2,5 km Höhe. In ihnen findet der größte Teil des Feuchtigkeitstransports in der Atmosphäre außerhalb der Tropen statt.
An der Westküste der Vereinigten Staaten von Amerika sind solche Strömungen schon länger aufgrund ihrer Herkunft aus der tropischen Meeresregion beispielsweise im mittleren Pazifik und damit aus Hawaii als „Ananas-Express“ (engl. Pineapple Express) bekannt. Ein solcher „atmosphärischer Fluss“ bringt normalerweise drei bis fünf Tage heftigen Regens bzw. Schnees.
In extremen Fällen können diese Bänder viel länger sein und sich über einen ganzen Ozean erstrecken. Die Wassertransportrate eines solchen Bands kann nach Angaben der National Oceanic and Atmospheric Administration (NOAA) das 7,5- bis 15fache der durchschnittlichen Durchflussmenge des Mississippi River an seiner Mündung betragen; die United States Geological Survey (USGA) hat 2010 hierfür das „Arkstorm“-Szenario modelliert.

## Entdeckungsgeschichte
In den 1970ern wurden „Förderbänder von Feuchtigkeit“ in der Atmosphäre entdeckt. Erst 1998 entdeckten Yong Zhu und Reginald E. Newell vom Massachusetts Institute of Technology durch die Auswertung von Daten des Europäischen Zentrums für mittelfristige Wettervorhersagen in Reading viel schmalere Bänder mit äußerst hohem Feuchtigkeitsgehalt. Sie benannten das Phänomen atmosphärische Flüsse.
Zu jeder Zeit sind ungefähr fünf solcher atmosphärischen Flüsse in der Atmosphäre und transportieren dabei ca. 90 % der Luftfeuchtigkeit aus der Äquatorregion in die mittleren Breiten. Jährlich treffen mindestens neun solcher Flüsse die kalifornische Küste und transportieren dabei 30 bis 50 Prozent des Niederschlags, der insgesamt an der amerikanischen Westküste fällt. Atmosphärische Flüsse entstehen auch über anderen Meeren als dem Pazifik.

## Forschung
Seit der Entdeckung der atmosphärischen Flüsse werden sie durch Radar und Wettersatelliten überwacht. Modelle zum Feuchtigkeitstransport in der Atmosphäre enthalten nun ihre Daten und modellieren dementsprechend.

### Großbritannien
Großbritannien war zwischen 1983 und 2013 im Durchschnitt von 9 bis 11 atmosphärischen Flüssen pro Jahr betroffen.
2013 meldete das englische Institute of Physics basierend auf Forschungen der University of Reading und der University of Iowa die Untersuchung von Starkregen infolge von atmosphärischen Flüssen. Hierzu wurden atmosphärische Flüsse zwischen 1980 und 2005 in fünf verschiedenen Klimamodellen nachgerechnet, um zu ermitteln, inwieweit diese Modelle dem Verlauf der tatsächlichen Ereignisse entsprachen. Nachdem sich alle Modelle als geeignet erwiesen hatten, wurden zukünftige Ereignisse auf der Basis von zwei Szenarien berechnet. Alle fünf Modelle zeigten unter den Grundannahmen zwischen 2074 und 2099 ungefähr eine Verdopplung von atmosphärischen Flüssen mit Einfluss auf Großbritannien im Vergleich zur Periode von 1980 bis 2005.
Nach neueren Untersuchungen konnten zwischen 1979 und 2011 acht von zehn Extremniederschlagvorfällen in Europa auf atmosphärische Flüsse zurückgeführt werden.

## Wirkungen
Die meisten atmosphärischen Flüsse sind für den normalen, saisonal typischen Regenfall in verschiedenen Regionen verantwortlich. So tragen sie beispielsweise zu 30 bis 50 % zu den normalen Regenfällen an der US-Westküste bei. Nur sehr starke und andauernde Flüsse führen zu Überschwemmungsereignissen.

### Durch atmosphärische Flüsse hervorgerufene Extremereignisse
Atmosphärische Flüsse gelten als Ursachen für verschiedene Extremereignisse. Das Earth System Research Laboratory der NOAA beschränkt sich auf Vorfälle, zu denen in rezipierten Fachmagazinenen Veröffentlichungen vorliegen, darunter:
| 11.–24. Februar 1986               | Nord- und Zentralkalifornien                                      | Schwere Niederschläge mit Überflutungen, 13 Todesfälle, 50.000 Menschen mussten evakuiert werden. Ca. 400 Mio. USD Schaden. |
| 29. Dezember 1996 – 4. Januar 1997 | Nordkalifornien und westliches Nevada                             | Schwere Niederschläge, die stellenweise ein Jahrhunderthochwasser verursachten, 2 Todesfälle und 120.000 Menschen evakuiert; 1,6 Mrd. USD Schaden |
| 2.–3. Februar 1998                 | Küste von Zentralkalifornien und Santa Cruz Mountains             | Schwere regionale Niederschläge mit Überflutungen; die 6 Stunden vor dem Vorfall gegebene Wetterwarnung rettete vermutlich Menschenleben. |
| 16. bis 18. Februar 2004           | Nordkalifornien und das Becken des Russian River                  | Schwere Niederschläge im Becken des Russian Rivers, der dadurch über mehrere Tage Rekordhochwasser führte. |
| 7.–11. Januar 2005                 | Südkalifornien                                                    | Schwere Regenfälle nördlich und östlich von Los Angeles, 14 Todesfälle und hunderte von Evakuierten; 200–300 Mio. USD Schaden |
| 25.–27. März 2005                  | Westliches Oregon und westliches Washington State                 | Schwere Regenfälle, die durch die vorhergegangene Dürreperiode nicht zu Überschwemmungen führte. |
| 13.–14. September 2005             | Westliches Norwegen                                               | Höchste jemals gemessene Niederschlagsmenge an einem Tage der Bergen-Florida-Wetterstation, Murenabgänge und 3 Todesfälle. |
| 29. Dezember 2005 – 2. Januar 2006 | Nordkalifornien                                                   | Schwere Niederschläge am Russian River und im Napa Valley; Schäden in Höhe von 300 Mio. USD. |
| 6.–7. November 2006                | Westliches Washington und nördliches Oregon                       | Schwere Niederschläge resultieren in Schäden, die auf 50 Mio. USD beziffert werden. |
| 6.–8. Januar 2009                  | Westliches Washington                                             | Starkregen verursacht Schäden in Höhe von 125 Mio. USD, 30.000 Menschen zur Evakuierung aufgefordert. |
| 13.–14. Oktober 2009               | Nordkalifornien und Zentralkalifornien                            | Schwere Regenfälle, die aufgrund der zuvor herrschenden Wetterbedingungen nicht zu Überflutungen führten; Schadenshöhe 10 Mio. USD. |
| 17.–19. November 2009              | Nördliches Großbritannien                                         | Schwere Regenfälle führen zu Überschwemmungen und fordern ein Menschenleben. |
| 5.–6. Februar 2010                 | Mittlere Atlantikküste der Vereinigten Staaten                    | Der als Snowmageddon bezeichnete Wettervorfall, in dem über mehrere Staaten bis zu 1 m Schnee fiel, an vielen Orten auch in Rekordmengen, und Behörden zur Schließung zwang, zu großflächigen Stromausfällen und erheblichen Störungen im Verkehr führte. |
| Januar 2013                        | Schwere Überschwemmungen in Australien infolge des Zyklons Oswald | |

### Arkstorm
In extremen Fällen, wie sie ca. alle 200 Jahre auftreten, sind die Regenfälle aber nicht auf wenige Tage beschränkt, sondern dauern unter Umständen wochenlang an. Durch die Zusammenlegung zweier solcher Ereignisse, der „Ananas-Expresse“ der Jahre 1969 und 1986, erstellte eine Forschergruppe im Auftrag der United States Geological Survey (USGA) das Arkstorm-Szenario, in dem ein atmosphärischer Fluss 23 Tage Regen in Kalifornien bringt und geschätzte Schäden im Bereich von 700 Mrd. USD verursacht. Berichte von 1861/62 sprechen von 45 Tagen ununterbrochenen, sintflutartigen Regenfällen.

### Wirtschaftliche Folgen
Die Versicherungsindustrie bewertet Risiken, um ihre Aktuare mit den notwendigen Daten ausstatten zu können. 2015 bewertete nach einem Zeitschriftenbericht das Schweizer Versicherungsunternehmen Swiss Re atmosphärische Flüsse als eins der 21 größten Risiken der kommenden Jahre.